# USS Portland (CA-33)
Lo USS Portland (codice e numero d'identificazione CA-33) è stato un incrociatore pesante della United States Navy, appartenente alla classe Portland della quale era capoclasse e così nominato dall'omonima città nello Stato del Maine. La sua costruzione fu ordinata nel febbraio 1929 ed entrò in servizio quattro anni più tardi.
Assegnato dal 1934 alla Flotta del Pacifico di base a Pearl Harbor, trascorse gli anni trenta in frequenti esercitazioni, interrotte solo dalla scorta al presidente Franklin Delano Roosevelt che, a bordo dell'incrociatore pesante USS Houston, visitò nel 1935 il canale di Panama e alcuni paesi dell'America meridionale. Non presente durante l'attacco di Pearl Harbor che trascinò gli Stati Uniti nella seconda guerra mondiale, fu destinato per vari mesi alla scorta di convogli tra la costa occidentale statunitense e il Pacifico meridionale. Ai primi di maggio fu assegnato alla Task force 11 del contrammiraglio Frank Fletcher che combatté la battaglia del Mar dei Coralli (4-8 maggio 1942) respingendo una flotta giapponese e poi la battaglia delle Midway (4-6 giugno): in entrambi gli scontri soccorse naufraghi, rispettivamente delle portaerei USS Lexington e USS Yorktown. In seguito fu trasferito nel teatro del Pacifico sud-occidentale in appoggio alle unità terrestri impegnate nella campagna di Guadalcanal: combatté sempre di scorta a portaerei nella battaglia delle Salomone Orientali (24 agosto) e in quella delle isole Santa Cruz (26 ottobre). Partecipò inoltre alla tragica battaglia notturna del 12-13 novembre nelle acque di Guadacanal incassando a poppa un siluro che causò gravi danni.
Le riparazioni lo tennero lontano dal fronte fino al maggio 1943, quando da Pearl Harbor salpò verso nord per partecipare alle ultime fasi della campagna delle isole Aleutine. Successivamente fu integrato in qualità di scorta nella Task force 58 di portaerei veloci, proteggendole nel corso di innumerevoli attacchi sulle isole Gilbert, isole Marshall, isole Caroline e isole Palau, avvenuti in vari cicli tra il novembre 1943 e il marzo 1944: culminarono con l'appoggio aeronavale all'offensiva australiano-statunitense in Nuova Guinea, avviata in aprile. Sottoposto a revisione per tutta l'estate 1944, rientrò in azione nel corso della battaglia di Peleliu in supporto alle truppe. Ai primi di ottobre formò con altri incrociatori una divisione al comando del contrammiraglio Jesse B. Oldendorf: egli respinse, nel corso della vasta offensiva per ricoquistare le Filippine e utilizzando anche altre formazioni, due squadre nipponiche che avevano tentato di forzare lo Stretto di Surigao.
Con il gennaio 1945 il Portland venne distaccato per bombardare le spiagge e le fortificazioni del golfo di Lingayen e dell'isola di Corregidor; svolse quindi analogo ruolo di supporto per quasi tutta la durata della battaglia di Okinawa (aprile-giugno). Il 15 agosto 1945, quando l'Impero giapponese si arrese agli Alleati, il Portland si trovava nelle Filippine: sul suo ponte, il 2 settembre, venne siglata la resa delle forze nipponiche delle Caroline. L'incrociatore fu quindi impiegato per rimpatriare il personale smobilitato sia dal Pacifico, sia dell'Europa fino al termine del 1945. Nel luglio 1946 fu dismesso e inserito nella riserva, tuttavia non ebbe più alcun incarico operativo. Nel 1959 fu disarmato e infine venduto a una società metallurgica di New York che attese alla sua demolizione.

## Caratteristiche
Il Portland formava assieme all'USS Indianapolis la classe di incrociatori pesanti Portland. La nave presentava una lunghezza complessiva dello scafo di 186,80 metri, una larghezza massima di 20,66 metri e un pescaggio massimo di 6,07 metri (standard di 5,20 metri). A vuoto l'incrociatore dislocava 9.950 tonnellate mentre la stazza lorda arrivava a 13.767 tonnellate.

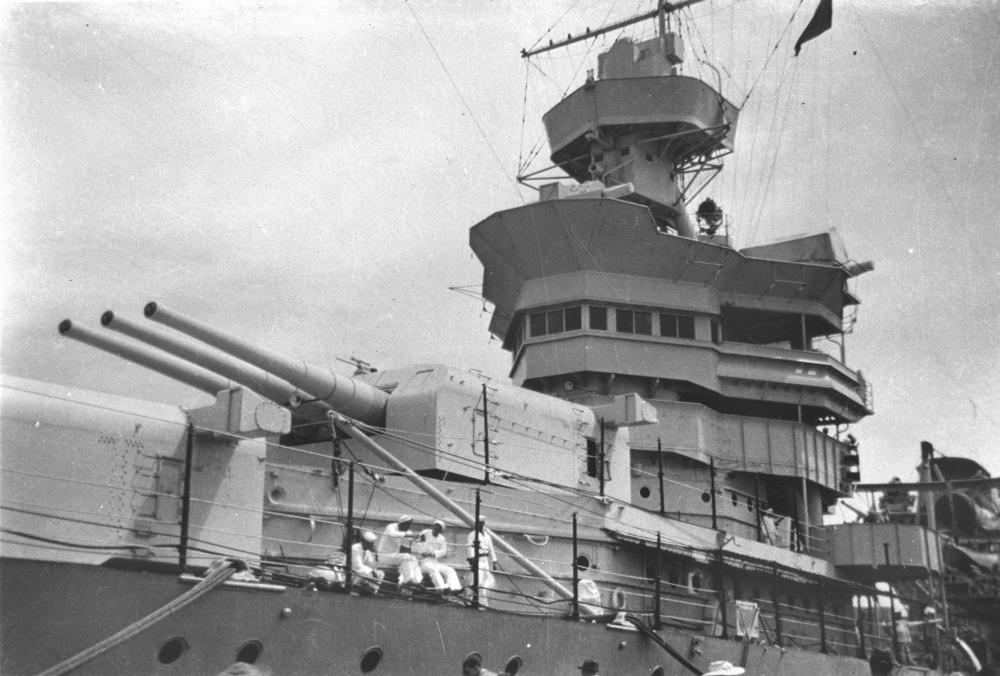
Primo piano della torre di prua superiore, armata con tre cannoni da 203 mm

L'incrociatore era armato con una batteria principale composta da nove cannoni Mark 14 ("modello 14") da 203 mm lunghi 55 calibri (L/55) e suddivisi in tre torri trinate, due a prua sovrapposte e una a poppa. Per la difesa contraeree erano disponibili quattro impianti binati con cannoni Mark 12 da 127 mm L/38 per un totale di otto pezzi (un'altra fonte afferma che fossero L/25 e singoli) e otto mitragliatrici pesanti Browning M2 da 12,7 mm su affusto individuale; queste ultime furono in seguito sbarcate e furono aggiunti sei impianti quadrinati di cannoni Bofors da 40 mm L/56 (modelli 1 e 2) e quattordici installazioni binate armate di cannoni Oerlikon da 20 mm L/70 (modelli 2, 3, 4). La corazzatura era così ripartita: le torri andavano da un massimo di 64 mm a un minimo di 38 mm, che era anche lo spessore delle barbette; il ponte presentava lastre da 64 mm e la cintura variava tra i 127 mm e 83 mm.
Il sistema propulsivo era composto da otto caldaie Yarrow, accoppiate a quattro turbine a ingranaggi a vapore Parsons/Westinghouse; ogni turbina dava potenza a un albero motore dotato di elica: veniva erogato un totale di 107.000 shp che permettevano una velocità massima di 32,5 nodi (poco più di 60 km/h). L'autonomia era di 10.000 miglia a 15 nodi.
In tempo di pace l'equipaggio contava 952 uomini, 85 ufficiali e 867 marinai; in guerra poteva salire fino a 1.200 membri e se l'incrociatore fungeva da nave ammiraglia arrivava a 1.400 effettivi. A mezzanave erano state inchiavardate due catapulte per aerei che servivano a lanciare i due idrovolanti da ricognizione a bordo dell'incrociatore: i velivoli erano recuperabili mediante argani.

## Servizio operativo

### Varo
L'incrociatore pesante Portland, prima unità della marina statunitense a portare questo nome, fu ordinato il 13 febbraio 1929 e la chiglia venne impostata il 17 febbraio 1930 al cantiere di Quincy, Massachusetts dalla Bethlehem Shipbuilding Corporation. Fu varato il 21 maggio 1932 da Mary Brooks, figlia dodicenne del presidente del consiglio cittadino Ralph D. Brooks, ed entrò in servizio attivo il 23 febbraio 1933 nel cantiere della marina a Boston. Fu posto agli ordini del capitano Herbert Fairfax Leary ed ebbe l'indicativo di chiamata in alfabeto fonetico "November-Alpha-Charlie-Bravo", valido per le comunicazioni radio.

### Anni trenta

Il Portland in navigazione nel maggio 1934

Il 1º aprile 1933 il Portland lasciò Boston e giunse la sera del 3 alla baia Gravesend di New York, dove la notte successiva ricevette messaggio che il dirigibile Akron era caduto in mare: in trentasei minuti era già in mare e giunse per primo sul luogo del disastro, accollandosi dunque il coordinamento delle operazioni di salvataggio. Si ebbero comunque settantré morti.
Passato al comando del capitano David Mcdougal LeBreton il 1º giugno 1934 e trasferito alla Flotta del Pacifico, il 2 ottobre 1935 partì da San Diego, California seguendo di poppa l'incrociatore pesante USS Houston che recava a bordo il presidente Franklin Delano Roosevelt: egli e i suoi collaboratori eseguirono un controllo delle difese predisposte al canale di Panama e fecero tappa in diversi altri porti sull'Oceano Pacifico; quindi le due navi attraversarono il canale e lasciarono il presidente a Charleston, nella Carolina del Sud. Il 30 dicembre 1935 il capitano LeBreton cedette il comando al capitano Willis Winter Bradley jr. L'anno successivo, nel corso di una vasta esercitazione della Flotta del Pacifico, il Portland passò l'equatore il 20 maggio 1936; fu poi integrato nella 5ª Divisione incrociatori della Scouting force ("forza di perlustrazione"), con la quale attese a periodici addestramenti.
Negli anni seguenti il Portland fu agli ordini dei capitani Benjamin Dutton jr. (10 giugno-30 novembre 1937), John William Lewis (4 dicembre 1937-2 giugno 1938), Howard Hall Crosby (2 giugno 1938-31 maggio 1940), Clifford Evans Van Hook (31 maggio 1940-gennaio 1941) e Robert Rowe Thompson.

### La seconda guerra mondiale

#### 1941-1942

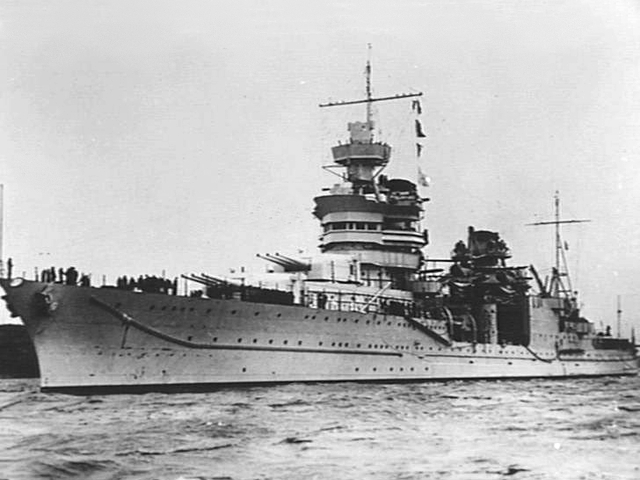
Il Portland all'àncora a Sydney nel dicembre 1941, poco dopo l'attacco lanciato dal Giappone su Pearl Harbor

Gli Stati Uniti, rimasti formalmente neutrali quando il 1º settembre 1939 il Terzo Reich aveva invaso la Polonia, furono trascinati nella seconda guerra mondiale il 7 dicembre 1941: quel giorno una squadra di portaerei dell'Impero giapponese condusse un attacco a Pearl Harbor per neutralizzare la Flotta del Pacifico statunitense e facilitare così l'espansione nipponica nel Pacifico occidentale. Il Portland non si trovava però in porto, perché il 5 dicembre era partito di scorta a una Task force comprendente una portaerei, che stava facendo rotta sulle isole Midway. Nei mesi seguenti e fino al 1º maggio 1942 operò in funzione di scorta ai convogli tra la costa occidentale statunitense, le isole Hawaii e le Figi; il 25 aprile 1942 aveva intanto cambiato di nuovo comandante, passando agli ordini del capitano Benjamin Perelman.
Fu poi inserito nella forza d'attacco di incrociatori pesanti del contrammiraglio Thomas Kinkaid (comprendente l'USS Minneapolis, l'USS New Orleans, l'USS Astoria, l'USS Chester) distaccata presso la Task force 17 del contrammiraglio Frank Fletcher, incentrata sulle portaerei USS Lexington e USS Yorktown e formatasi il 1º maggio, quando le due portaerei con le rispettive scorte di erano riunite 250 miglia a ovest di Espiritu Santo. La TF 17 fu incaricata di contrastare una nuova avanzata giapponese verso sud: la mattina del 4 maggio la forza di incrociatori meno il Minneapolis e alcuni cacciatorpediniere scortarono la Yorktown fino a 100 miglia a sud-est di Guadalcanal, dove la portaerei lanciò alcuni attacchi aerei sull'isola di Tulagi con scarso effetto su navi, mezzi e installazioni nipponiche. La battaglia del Mar dei Coralli si trascinò fino all'8 maggio con la vittoria strategica della formazione statunitense, che tuttavia aveva perduto la Lexington; dell'equipaggio il Portland, accorso assieme al Minneapolis, salvò 722 membri: una parte fu fatta salire a bordo del cacciatorpediniere USS Anderson e i rimanenti scesero il 14 maggio sull'isola di Tongatapu, nel protettorato britannico di Tonga.

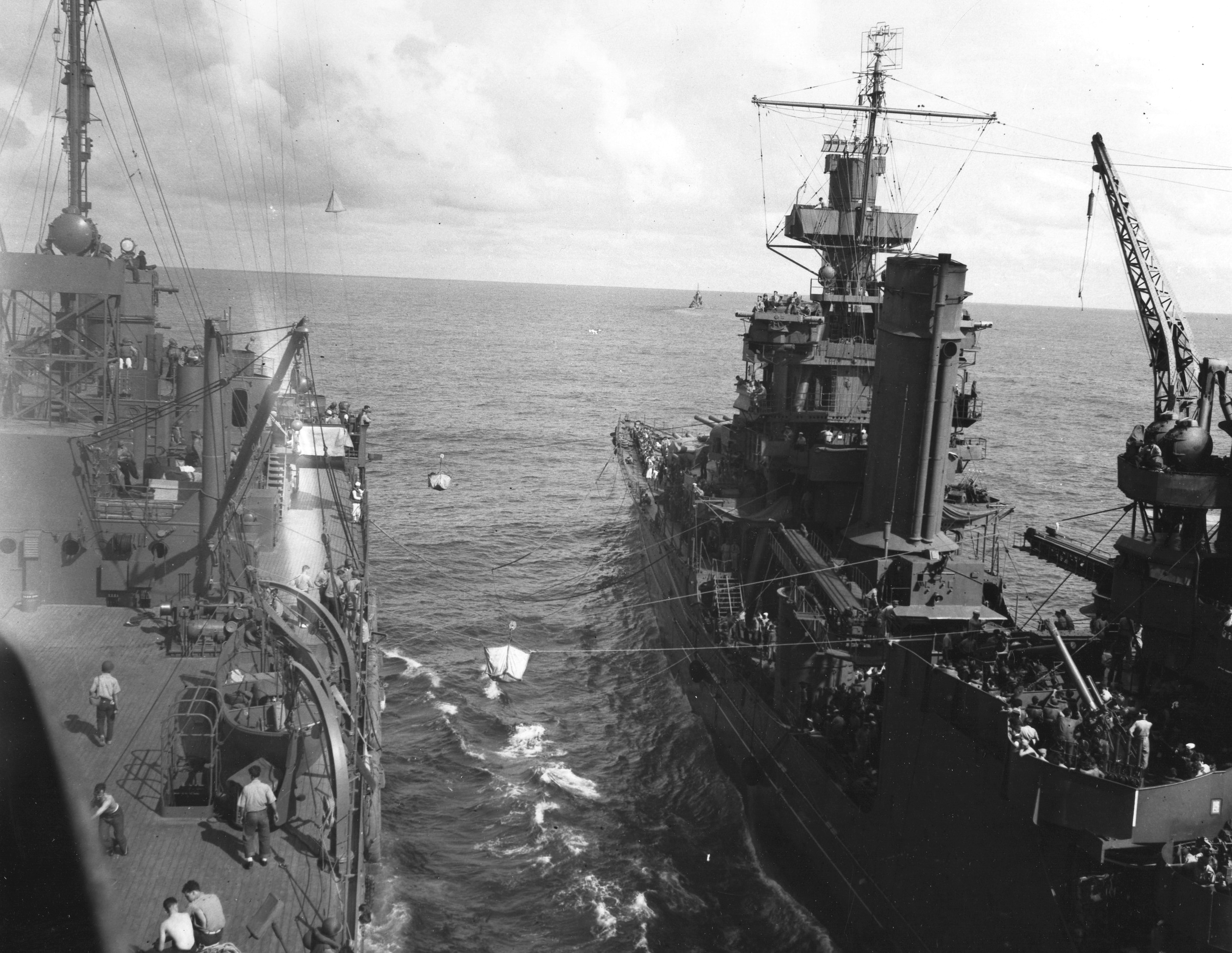
Il Portland (a destra) si accosta alla nave appoggio sommergibili Fulton per trasbordare i superstiti della Yorktown, affondata il 7 giugno 1942

Nei giorni seguenti la TF 17 fu trasferita in tutta fretta a nord, nelle acque delle Hawaii: il Portland (passato il 16 maggio agli ordini del capitano Laurence T. DuBose) e l'Astoria formarono un gruppo agli ordini del contrammiraglio Smith, poiché il contrammiraglio Kinkaid era passato al comando della 6ª Divisione incrociatori che comprendeva alcuni dei precedenti incrociatori pesanti. Tra il 4 e il 6 giugno le marine statunitense e giapponese si affrontarono a nord-est dell'arcipelago nella battaglia delle Midway, che terminò con la distruzione di quattro portaerei nipponiche. Nel corso dello scontro la portaerei Yorktown, nave ammiraglia, fu colpita la mattina del 4 da tre bombe che indussero il contrammiraglio Fletcher a trasbordare sull'Astoria e a ordinare al Portland di prendere a rimorchio la portaerei; centrata da due siluri nel primo pomeriggio, il dragamine Vireo si sostituì all'incrociatore nel tentativo di salvare la portaerei, che però fu affondata il 7 giugno dal sommergibile giapponese I-168. L'incrociatore si prodigò nuovamente nel salvataggio dei naufraghi che trasbordarono poi sulla nave appoggio sommergibili USS Fulton.
Tra il 7 e il 9 agosto 1942 il Portland fece parte della forza da bombardamento che appoggiò gli sbarchi sull'isola di Guadalcanal e su Tulagi, venendo quindi assegnato in permanenza al nuovo teatro operativo. Tra il 24 e il 25 agosto fu sottoposto con l'incrociatore leggero USS Atlanta al comando del contrammiraglio Mahlon Tisdale, parte della Task force 16 del contrammiraglio Kinkaid che combatté (coadiuvata dalle Task force 11 e 18) la battaglia delle Salomone Orientali per impedire al Giappone di portare rinforzi massicci alla guarnigione di Guadalcanal. Tornò a Pearl Harbor il 30 agosto dove rimase fino al 9 ottobre, quando salpò per una missione in solitaria con obiettivo alcune delle isole Gilbert occupate dal Giappone: denominato come Task unit 16.9.1, giunse nelle acque di Tarawa il 15 ottobre e attaccò un cacciatorpediniere di scorta a due trasporti, prima di ritirarsi alle 14:51. Fece quindi rotta a nord per riunirsi alla Task force 16 del contrammiraglio Kinkaid, ritornando al comando del contrammiraglio Tisdale a fianco dell'incrociatore leggero USS San Juan per scortare la portaerei USS Enterprise. Il 26 ottobre la TF 16 assieme alle Task Force 17 e 64 prese parte alla battaglia delle isole Santa Cruz contro una vasta formazione nipponica guidata dal viceammiraglio Nobutake Kondō e forte di tre portaerei; nel corso di un attacco di aerosiluranti e bombardieri in picchiata contro la Enterprise, il Portland fu colpito da tre siluri destinati alla portaerei, ma nessuno detonò.
Il 12 novembre scortò assieme ad altri quattro incrociatori tra pesanti e leggeri e otto cacciatorpediniere un importante convoglio di rinforzi e approvvigionamenti a Guadalcanal; tutte queste unità furono distaccate nel pomeriggio dal viceammiraglio Richmond Turner e poste al comando del contrammiraglio Daniel Callaghan per contrastare una forza navale giapponese nello "Slot" (il canale tra i due filoni delle isole Salomone) comprendente le due corazzate Hiei e Kirishima, l'incrociatore leggero Nagara e undici cacciatorpediniere: Callaghan accompagnò i trasporti fuori dalle acque dell'isola, quindi ricompose la propria squadra e si gettò a tutta forza verso ovest in linea di fila. Il Portland fu messo al settimo posto, dietro la nave ammiraglia USS San Francisco. La squadra statunitense passò il canale Lengo a mezzanotte e percorse quasi in parallelo la costa nord di Guadalcanal, ma confusi avvistamenti fecero sì che la colonna si dividesse; nel frattempo anche le navi giapponesi avevano perduto la coesione. Verso le 01:50 del 13 novembre tra i due gruppi, che si erano mischiati nell'oscurità, scoppiò una violenta battaglia; alle 01:58 il Portland incassò sulla dritta a poppa un siluro, forse proveniente dal cacciatorpediniere Yudachi che pochi minuti prima aveva in effetti attaccato isolatamente la scompaginata colonna statunitense. L'esplosione strappò gli alberi motori interni, arrecò gravissimi danni al ponte le cui lamiere arricciate verso l'alto impedirono alzo e brandeggio ai pezzi della torre numero 3, provocò un lieve sbandamento di 4° (presto corretto mediante spostamento di zavorre) e infine bloccò il timone, che rimase bloccato 5° a destra costringendo l'incrociatore a compiere larghi cerchi in senso orario. Dopo il primo giro in tondo, il Portland ingaggiò un combattimento con una delle corazzate nipponiche già in fiamme (quasi sicuramente la Hiei), riuscendo a colpirla senza che le salve di controbatteria lo centrassero.
Alle 06:30, terminata la caotica battaglia da quasi quattro ore e sempre nell'impossibilità di manovrare, prese di mira lo Yūdachi che aveva subito serie avarie alle macchine ed era rimasto immobile; la sesta salva delle torri prodiere fece saltare il deposito di munizioni del cacciatorpediniere, che affondò rapidamente: per tale azione l'equipaggio ricevette parole di elogio da parte dell'ammiraglio Chester Nimitz, comandante in capo della Flotta del Pacifico. Nella giornata del 13 il Portland ricevette aiuto da un rimorchiatore e da alcune chiatte Higgins, che il 14 novembre riuscirono a farlo ancorare nel porto di Tulagi, dove furono completate alcune riparazioni essenziali. Il 22 novembre il Portland partì per Sydney in Australia che raggiunse il 30 novembre.

#### 1943

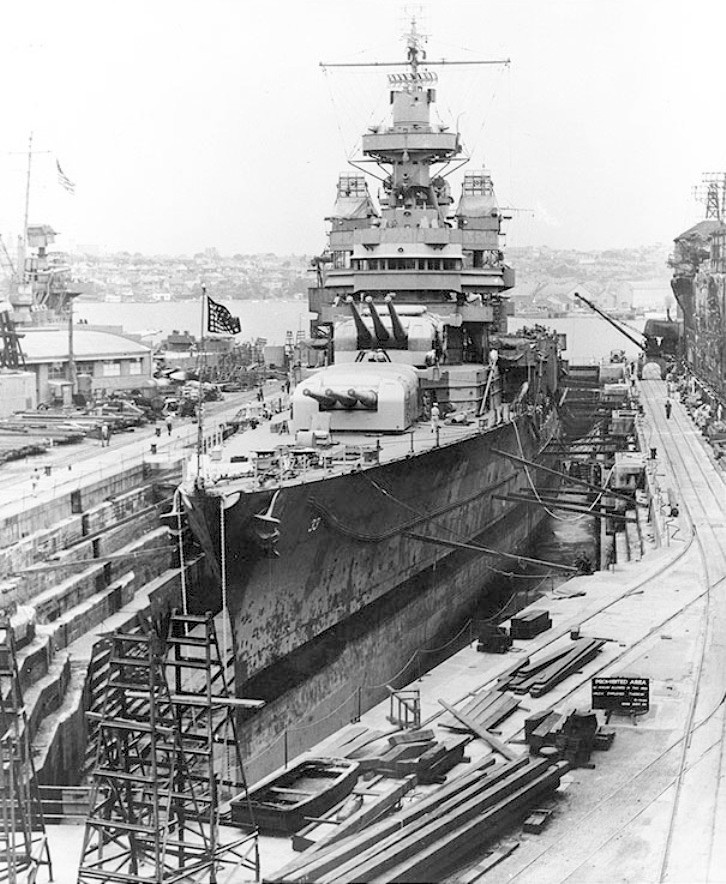
Il Portland nel bacino di carenaggio di Sydney, dove rimase alcuni mesi per le urgenti riparazioni

Nei cantieri di Sydney il Portland fu rimesso in condizioni di navigare senza problemi e il 13 febbraio 1943 salpò per tornare negli Stati Uniti; dopo una breve tappa alle Samoa raggiunse il 1º marzo i cantieri della marina a Mare Island in California, vicino Vallejo. Il raddobbo e la revisione durarono fino al 21 maggio. Tra il 20 aprile e il 5 maggio il comando passò provvisoriamente al commodoro Theodor Rudolph Wirth: il capitano DuBose riprese il proprio incarico solo per cederlo il 7 maggio al capitano Arthur Daniel Burhans. In seguito ad alcuni giorni di esercitazioni, il Portland a fine maggio navigò verso le isole Aleutine e si unì l'11 giugno alle forze navali nell'area per concludere la campagna in corso: giunta troppo tardi per sostenere gli sbarchi durante la battaglia di Attu, bombardò invece l'isola di Kiska il 26 luglio, comunque sgomberata in segreto e con successo dalla 5ª Flotta del contrammiraglio Boshirō Hosogaya, e coprì il 17 agosto una ricognizione in forze su Little Kiska. Al 23 settembre si ormeggiò a Pearl Harbor, poi all'inizio di ottobre si spostò a San Francisco prima di tornare alla base nelle Hawaii per la metà del mese.
Il Portland fu aggregato alla forza di incrociatori pesanti di scorta alla flotta di portaerei veloci, che assieme ad altre navi e formazioni costituivano la potente Task force 58: questa grande squadra si dedicò nel novembre 1943 a metodiche incursioni aeree sulle basi giapponesi nelle isole Gilbert. Il 20 novembre, giorno dello sbarco sull'isola di Betio, il Portland si trovava nel gruppo navale dell'ammiraglio Ragsdale di appoggio ravvicinato che comprendeva anche l'incrociatore gemello Indianapolis, cinque portaerei di scorta, tre incrociatori leggeri, le corazzate USS Tennessee, USS Colorado, USS Maryland e un cacciatorpediniere. Dopo il 23 novembre, terminata con la vittoria statunitense la lotta per l'atollo di Tarawa, il gruppo tornò in seno alla TF 58 che da dicembre colpì anche gli atolli meglio attrezzati del protettorato delle isole Marshall, in preparazione alle operazioni anfibie già decise per il settore.

#### 1944
Il 3 febbraio 1944, in una pausa delle incursioni, il capitano Burhans passò le insegne di comandante al capitano Thomas Greenhow William Settle. Il Portland riprese quindi posto nella Task force 58 che continuò a bombardare le installazioni nipponiche nelle isole Palau e negli atolli di Yap, Ulithi e Woleai (quest'ultimo il 30 e il 1º aprile) delle isole Caroline occidentali, arrecando inoltre gravi perdite al naviglio e alle forze aeree giapponesi. Dopo questo ciclo di operazioni, il Portland fu assegnato a un distaccamento di portaerei che fu inviato nel Pacifico meridionale, in appoggio alla terza offensiva anfibia iniziata dal generale Douglas MacArthur in Nuova Guinea: le navi rimasero nel settore dal 21 aprile al 24 aprile, poi fecero rotta a nord e colpirono la base aeronavale giapponese di Truk. Infine il Portland, cinque altri incrociatori e uno schermo di cacciatorpediniere eseguirono un pesante bombardamento dell'atollo Satawan, nelle Caroline.

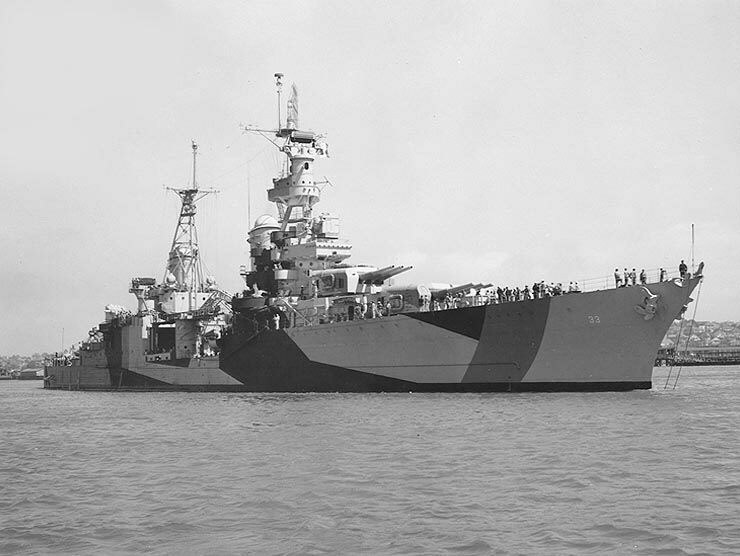
Il Portland a Mare Island il 30 luglio 1944, quando il raddobbo reso necessario dalle intensive missioni dei mesi precedenti era quasi completo

Dopo l'intenso servizio, il Portland rimase per buona parte dell'estate nei cantieri di Mare Island per approfondite revisioni e sostituzioni degli armamenti usurati; salpò con rotta ovest e fece in tempo a poter entrare nella forza da bombardamento che dal 12 al 14 settembre 1944 operò contro l'isola di Peleliu, a est delle Filippine, sulle cui spiagge sbarcarono truppe dei Marine e dell'esercito il 15 settembre: il Portland rimase nell'area fino al 29 settembre fornendo spesso il supporto dei propri cannoni su obiettivi che ostacolavano l'avanzata, segnalati via radio; come da ordini navigò poi fino a Seeadler Harbor a Manus, nelle isole dell'Ammiragliato. Qui formò con gli incrociatori pesanti USS Louisville e Minneapolis e quelli leggeri USS Columbia e USS Denver un gruppo, al comando del contrammiraglio Jesse Oldendorf che inoltre era comandante in capo di tutte le forze di sostegno della Settima Flotta, vasta formazione che assieme alla Terza Flotta dell'ammiraglio William Halsey era stata incaricata delle operazioni anfibie e aeronavali per la riconquista delle Filippine.

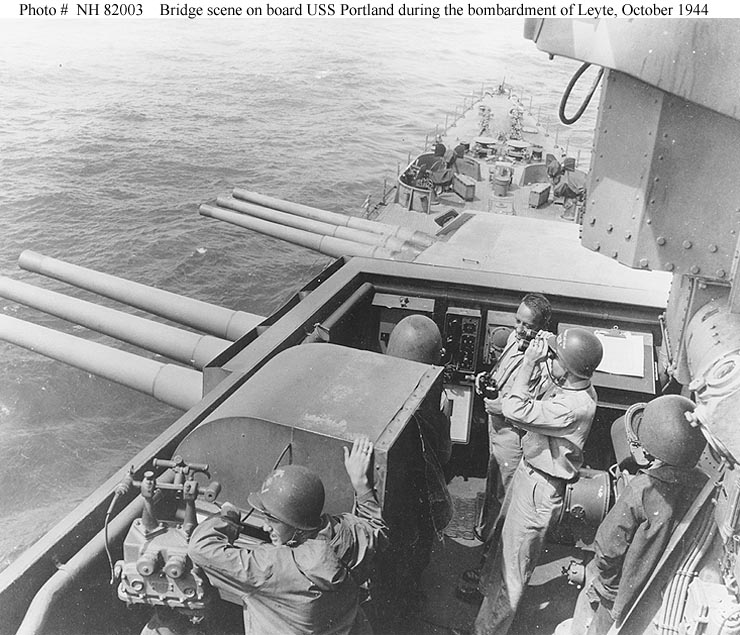
Il Portland brandeggia i pezzi da 203 mm per bombardare le spiagge di Leyte, nell'ottobre 1944. In primo piano, sul ponte scoperto e senza elmetto, si trova il capitano Settle.

La Settima Flotta si presentò dinanzi all'isola di Leyte (Filippine centrali) il 17 ottobre e, penetrata nell'omonimo golfo il giorno successivo, dette avvio a un bombardamento preparatorio della durata di due giorni: il 20 ottobre avvennero avvennero gli sbarchi sull'isola, che riuscirono con poche perdite. Alcuni giorni prima la marina imperiale giapponese aveva inviato quattro flotte sull'arcipelago: quella proveniente da nord avrebbe funzionato da esca per indurre la Terza Flotta di Halsey ad allontanarsi dal golfo di Leyte, nel quale sarebbero entrate le altre tre squadre per distruggere le flotte da sbarco statunitensi. Gli Stati Uniti individuarono prima queste formazioni e disposero numerose forze della Settima Flotta a coprire lo Stretto di Surigao a sud del golfo: la difesa fu coordinata dal contrammiraglio Oldendorf e contava diverse corazzate e incrociatori, tra i quali il Portland. Nella notte tra il 24 e il 25 ottobre la squadra del viceammiraglio Shōji Nishimura composta dalle corazzate Fusō e Yamashiro, dall'incrociatore pesante Mogami e da quattro cacciatorpediniere tentò di forzare il passaggio, ma disposta in linea di fila subì un perfetto taglio del T; la squadra del viceammiraglio Nishimura perse le due corazzate e tre cacciatorpediniere, investita prima da tre attacchi condotti da divisioni di cacciatorpediniere e poi dall'intenso tiro delle artiglierie navali. Due ore dopo, circa alle 04:00, giunsero le navi del contrammiraglio Kiyohide Shima che però, dopo il danneggiamento dell'incrociatore leggero Abukuma da parte di sezioni di motosiluranti, preferì ritirarsi.
Dopo la vittoriosa conclusione della battaglia del Golfo di Leyte, il Portland rimase nelle acque dell'omonima isola in sostegno alle truppe a terra.

#### 1945

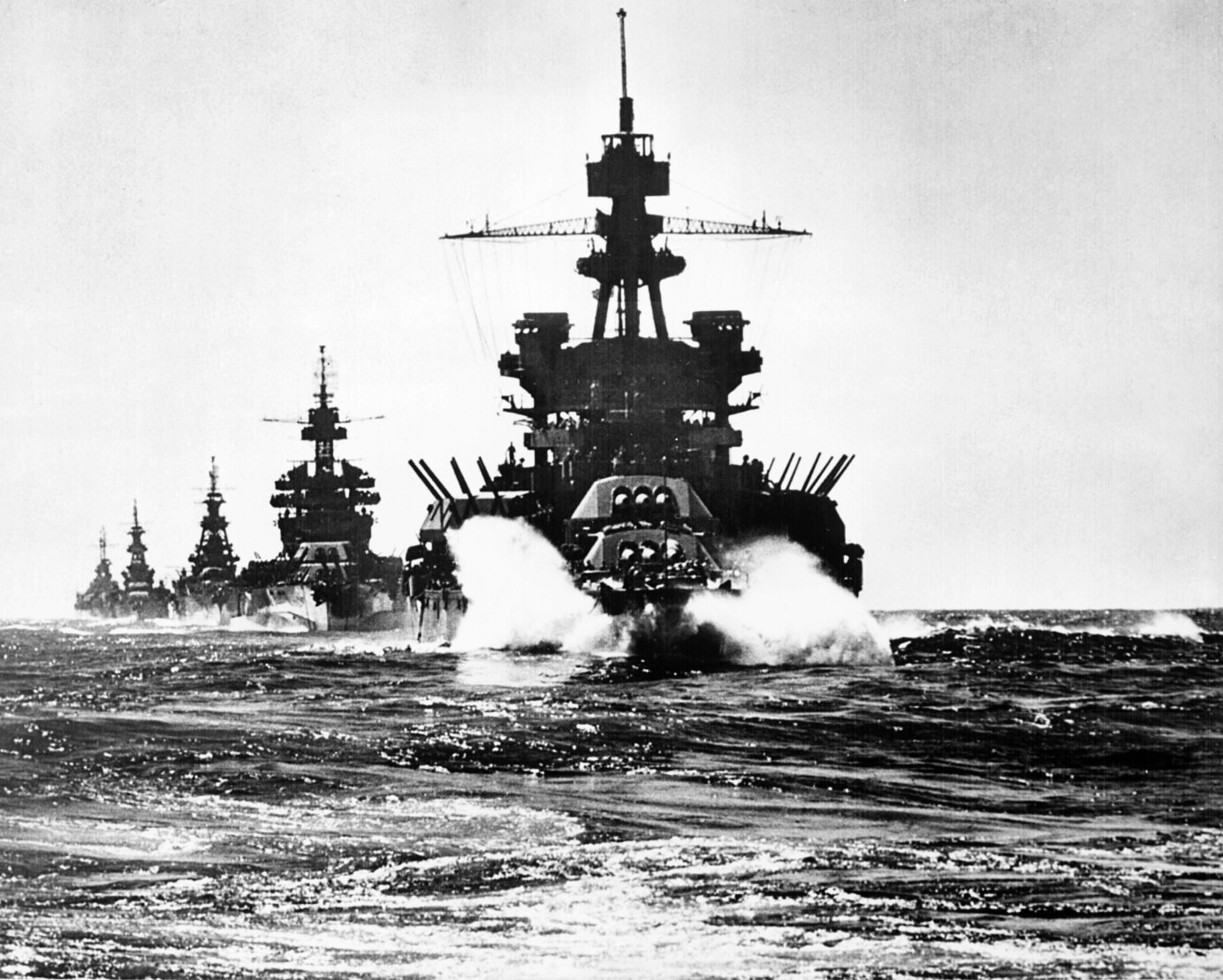
Condotte dalla corazzata, navi da guerra statunitensi fanno rotta sul golfo di Lingayen: la terza unità è il Portland

Il 3 gennaio 1945 il Portland seguì una parte della Settima Flotta nel golfo di Lingayen, sulla costa nord-occidentale dell'isola di Luzon; la formazione statunitense giunse il 5 gennaio e iniziò un distruttivo tiro preparatorio allo sbarco del 9 gennaio. Il Portland in particolare cannoneggiò Capo Bolinao e poi le spiagge orientali, ma dovette interrompere il fuoco quando si verificò un massiccio attacco kamikaze; l'incrociatore non fu comunque colpito. Il 15 febbraio utilizzò i propri cannoni per disarticolare le difese giapponesi sull'isola di Corregidor, che fu conquistata pochi giorni dopo. Il 1º marzo tornò nel Golfo di Leyte dove poté riempire i serbatoi, i depositi di munizioni ed essere sottoposto a manutenzione.
Il Portland lasciò le acque filippine con rotta a nord, entrando nel Mar del Giappone il 26 marzo per contribuire ai bombardamenti e alle operazioni anfibie accessorie propedeutici alla battaglia di Okinawa, che ebbe inizio il 1º aprile. Dal suo arrivo fino al 20 aprile il Portland sopportò ventiquattro attacchi aerei, abbatté quattro velivoli giapponesi e contribuì alla distruzione di altri due. A partire dall'8 maggio rimase a disposizione delle divisioni sbarcate e impegnate nel duro scontro, poi il 17 giugno, la battaglia essendo praticamente conclusa, fece ritorno a Leyte; qui il 26 luglio il capitano Settle passò il proprio incarico al capitano Lyman Augustus Thrackey, ultimo comandante dell'incrociatore. Dal 6 agosto, alla baia Buckner, fu sottoposto a riparazioni, manutenzione e addestramento: qui lo colse la fine della seconda guerra mondiale il 15 agosto 1945, data della resa senza condizioni dell'Impero giapponese agli Alleati. Il Portland fu presto selezionato come ammiraglia del viceammiraglio George Murray, comandante del settore delle isole Marianne (conquistate nell'estate 1944) e autorizzato, in vece dell'ammiraglio Nimitz, a ricevere la resa di tutte le forze giapponesi nelle isole Caroline. La mattina del 2 settembre, mentre a bordo della corazzata USS Missouri ancorata nella baia di Tokyo veniva firmato il documento ufficiale di resa, sul Portland ormeggiato nella laguna di Truk si svolse un'analoga cerimonia: il tenente generale Shinzaburō Magikura (comandante in capo della 31ª Armata), il viceammiraglio Chūichi Hara (comandante in capo della 4ª Flotta) e il signor Alhara (rappresentante del Governatorato civile dei Territori dei mari del sud) firmarono la resa di tutti i territori e degli uomini sotto il loro comando.

### Ultimi anni
Finito il conflitto, il Portland stazionò dal 21 al 24 settembre a Pearl Harbor come una delle navi coinvolte nell'operazione Magic Carpet, la smobilitazione e il rimpatrio della gran parte del personale militare statunitense che aveva servito in guerra: presi a bordo 600 uomini, passò l'8 ottobre il canale di Panama e si fermò alla città di Portland il 27 ottobre, in occasione del "Giorno della Marina". Proseguì verso New York, da dove riprese le missioni di rimpatrio: nel corso del secondo viaggio di ritorno dall'Europa, il Portland fu sorpreso a due giorni di navigazione da Le Havre da un tifone di grande violenza. Il vento strappò l'anemometro di bordo e un'onda alta più di 30 metri si abbatté sulla prua, la deformò e penetrò da varie falle nel magazzino di dritta, convertiti per accogliere i soldati smobilitati. Due morirono e si ebbero più di cinquanta feriti, oltre a due dispersi in mare; la pronta azione delle squadre controllo danni e il saldo comando del capitano Thrackey fecero sì che la nave potesse raggiungere le Azzorre, dove i feriti più gravi furono sbarcati. Tornò quindi a New York dove l'equipaggio apprese che il New York Times del 18 dicembre 1945 aveva scritto che il Portland era affondato nella tempesta.
Nei giorni seguenti l'incrociatore fu ispezionato da un gruppo di esperti e dichiarato inidoneo alla navigazione: l'11 marzo 1946 il Portland si ancorò al cantiere della marina a Philadelphia, dove il 12 luglio fu dismesso dal servizio attivo per entrare nella Flotta di riserva dell'Oceano Atlantico. Il 1º marzo 1959 fu rimosso dalla lista della marina e quindi disarmato; il 6 ottobre fu venduto alla Union Mineral & Alloys Corporation di New York che si occupò dello smantellamento finale.

## Comandanti
Lista di comandanti dell'USS Portland e relativa data di assunzione del comando:
1. Capitano Herbert Fairfax Leary: 23 febbraio 1933;
2. Capitano David McDougal LeBreton: 1 giugno 1934;
3. Capitano Willis Winter Bradley Jr.: 30 dicembre 1935;
4. Capitano Benjamin Dutton Jr.: 10 giugno 1937;
5. Capitano John William Lewis: 4 dicembre 1937;
6. Capitano Howard Hall Crosby: 2 giugno 1938;
7. Capitano Clifford Evans Van Hook: 31 maggio 1940;
8. Capitano Robert Rowe Thompson: 27 giugno 1941;
9. Capitano Benjamin Perelman: 25 aprile 1942;
10. Capitano Laurance Toombs DuBose: 16 maggio 1942;
11. Comandante Theodore Rudolph Wirth: 20 aprile 1943;
12. Capitano Laurance Toombs DuBose: 5 maggio 1943;
13. Capitano Artur Daniel Burhans: 7 maggio 1943;
14. Capitano Thomas Greenhow Williams "Tex" Settle: 3 febbraio 1944;
15. Capitano Lyman Augustus Thackrey: 26 luglio 1945;

## Riconoscimenti
|                                                           |  |                             |  |                                                                                     |
| Template:Ribbon devices/alt · Template:Ribbon devices/alt |  |                             |  |                                                                                     |
| Bronze star · Template:Ribbon devices/alt                 |  | Template:Ribbon devices/alt |  | Silver star · Silver star · Silver star · Bronze star · Template:Ribbon devices/alt |
| Template:Ribbon devices/alt                               |  | Template:Ribbon devices/alt |  | Template:Ribbon devices/alt                                                         |